# Murènids
La família dels murènids (Muraenidae) és constituïda per peixos actinopterigis de l'ordre dels anguil·liformes. Al mar Balear, n'hi ha únicament dos gèneres amb una espècie cadascú: la morena (Muraena helena) i el morenot (Gymnothorax unicolor).

## Morfologia

Anatomia de les mandíbules de la morena

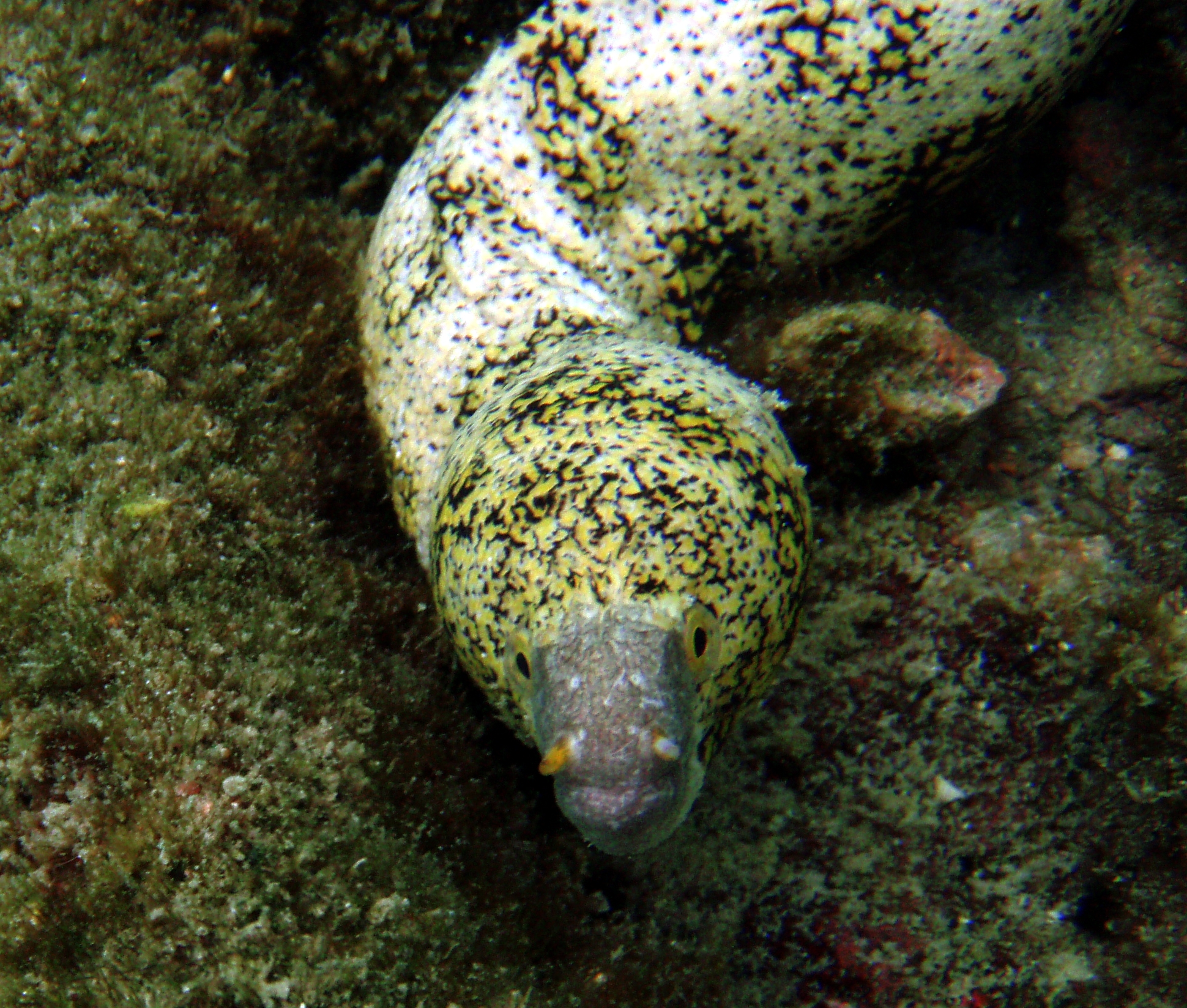
Echidna nebulosa fotografiada a les Hawaii

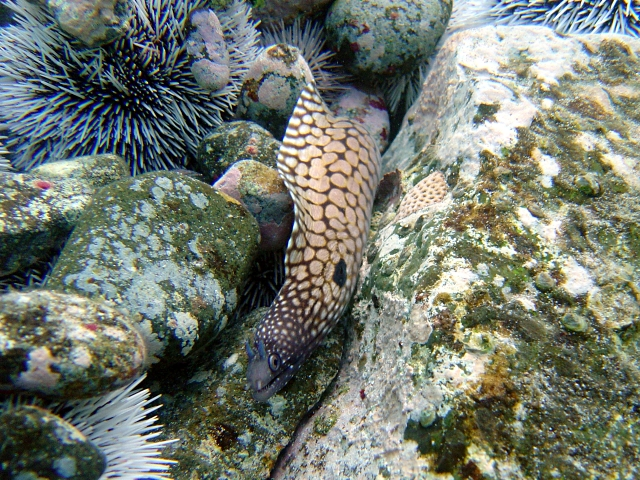
Muraena pavonina del Brasil

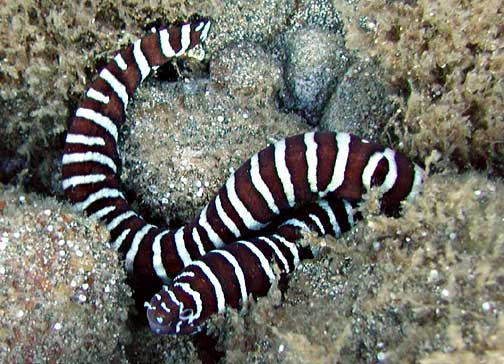
Gymnomuraena zebra

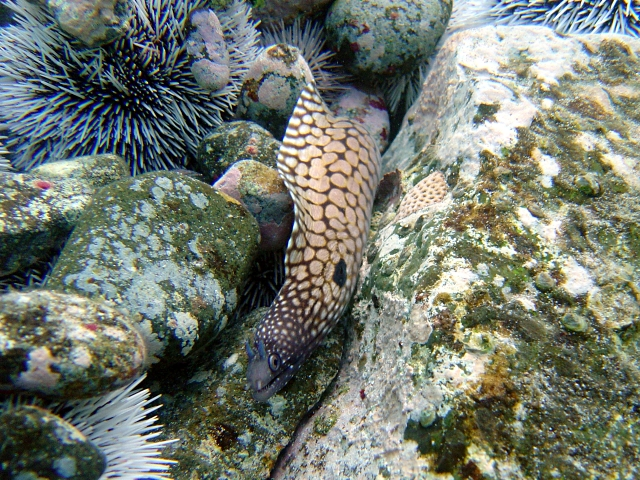
Muraena pavonina del Brasil

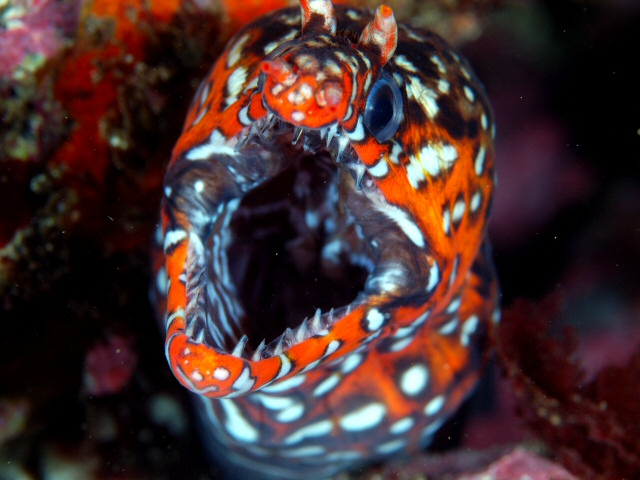
Enchelycore pardalis

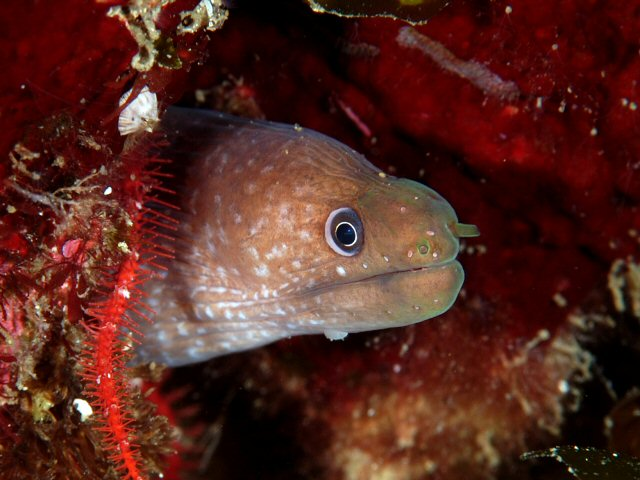
Gymnothorax bacalladoi

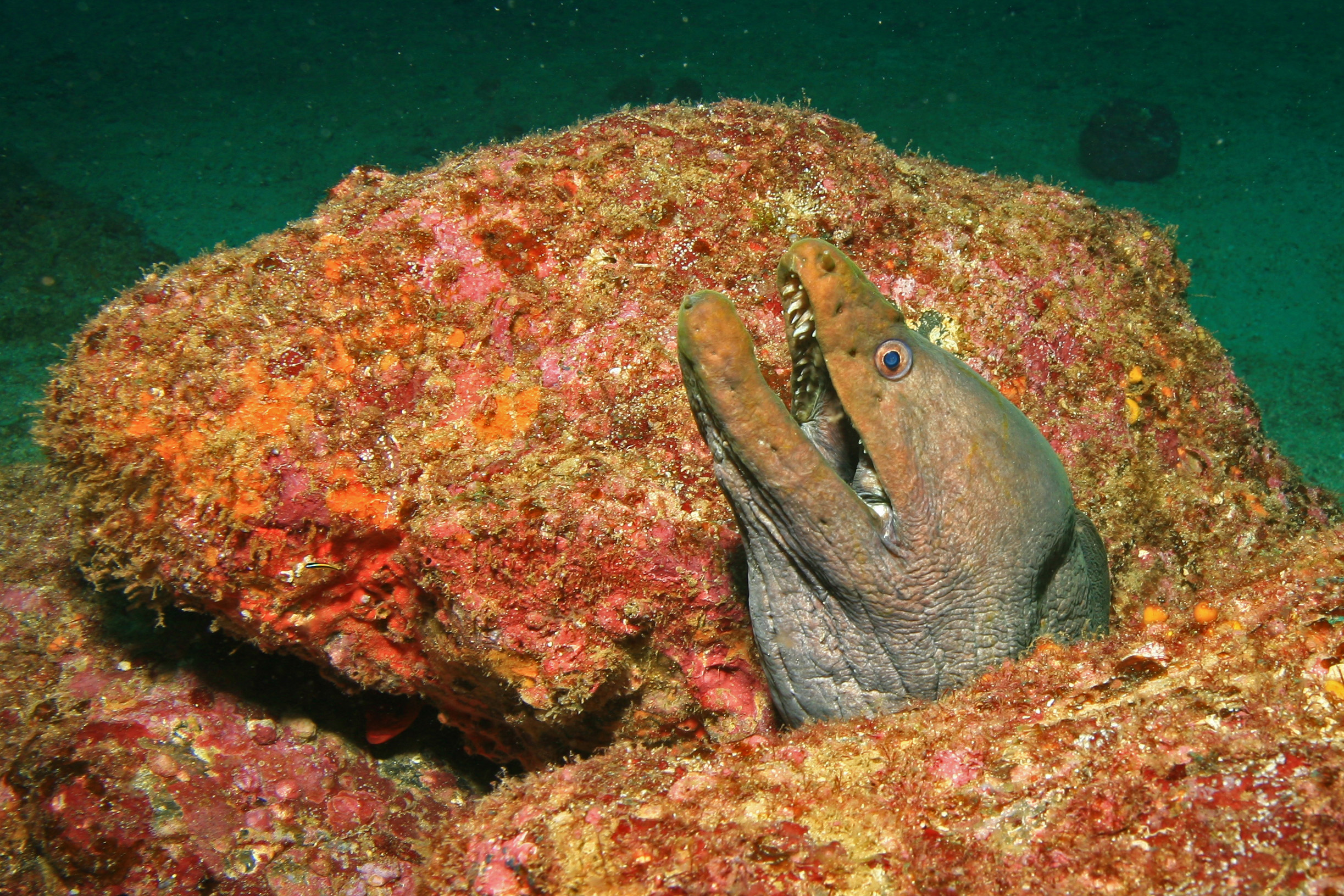
Gymnothorax castaneus

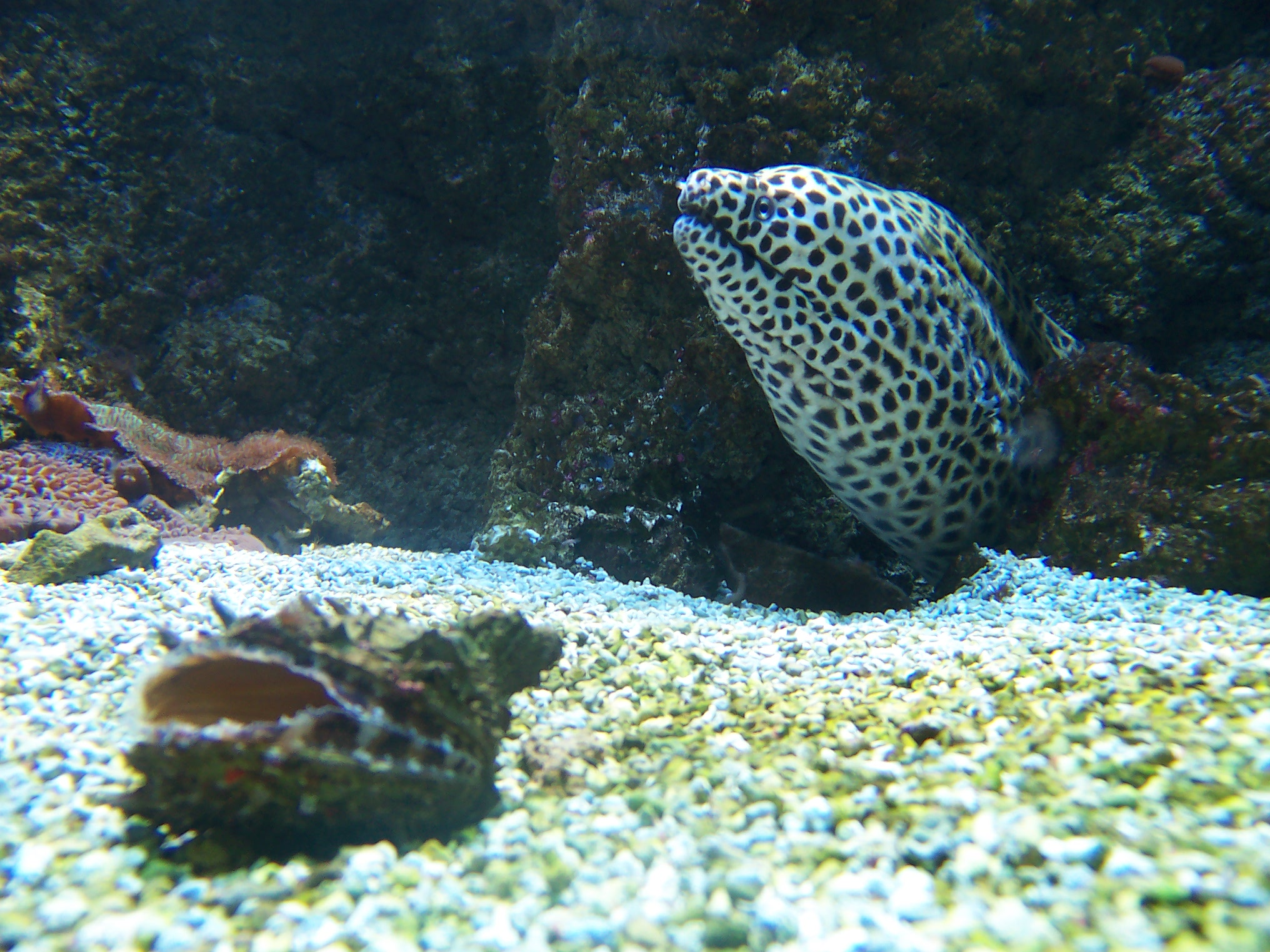
Gymnothorax favagineus

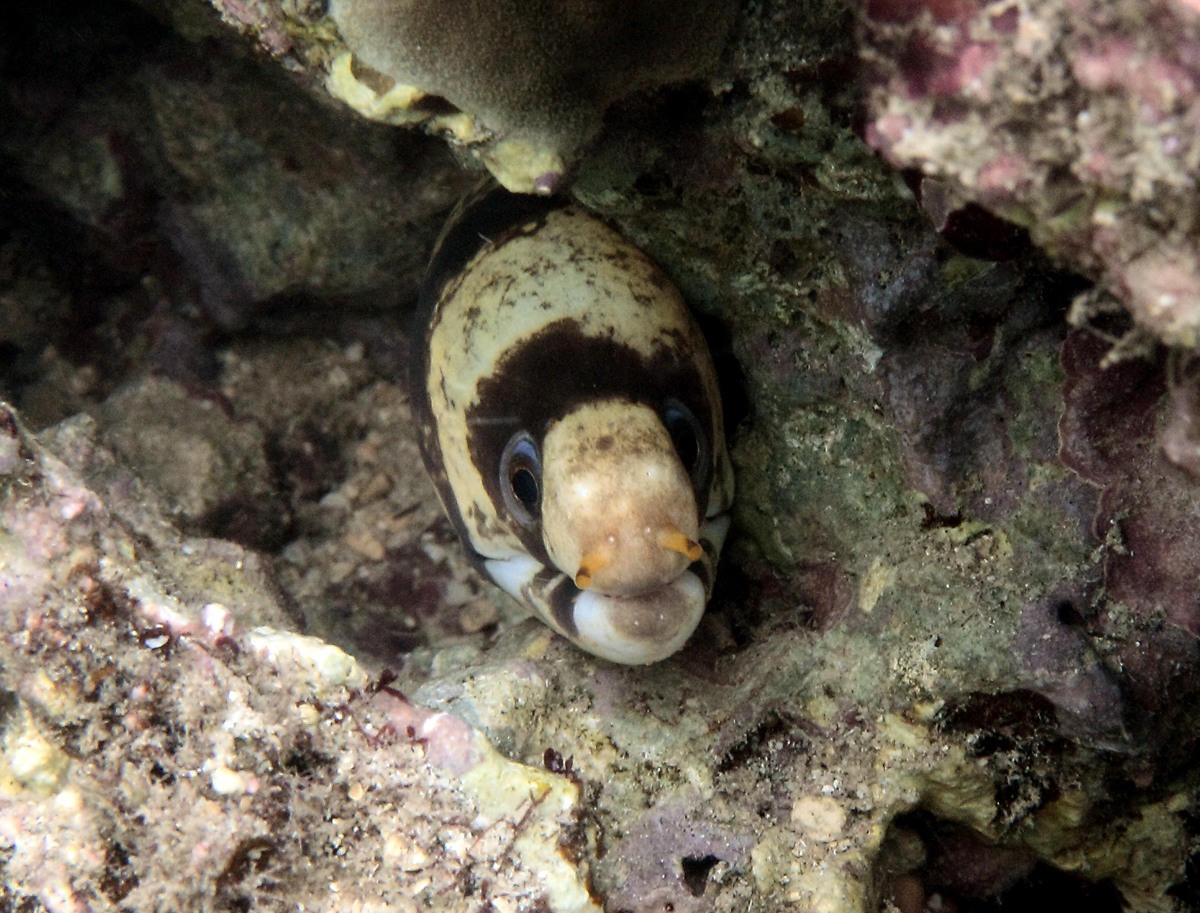
Echidna polyzona de l'illa de la Reunió

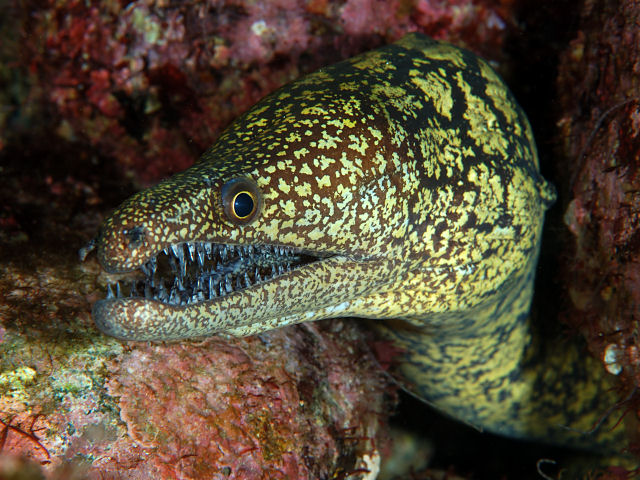
Enchelycore lichenosa

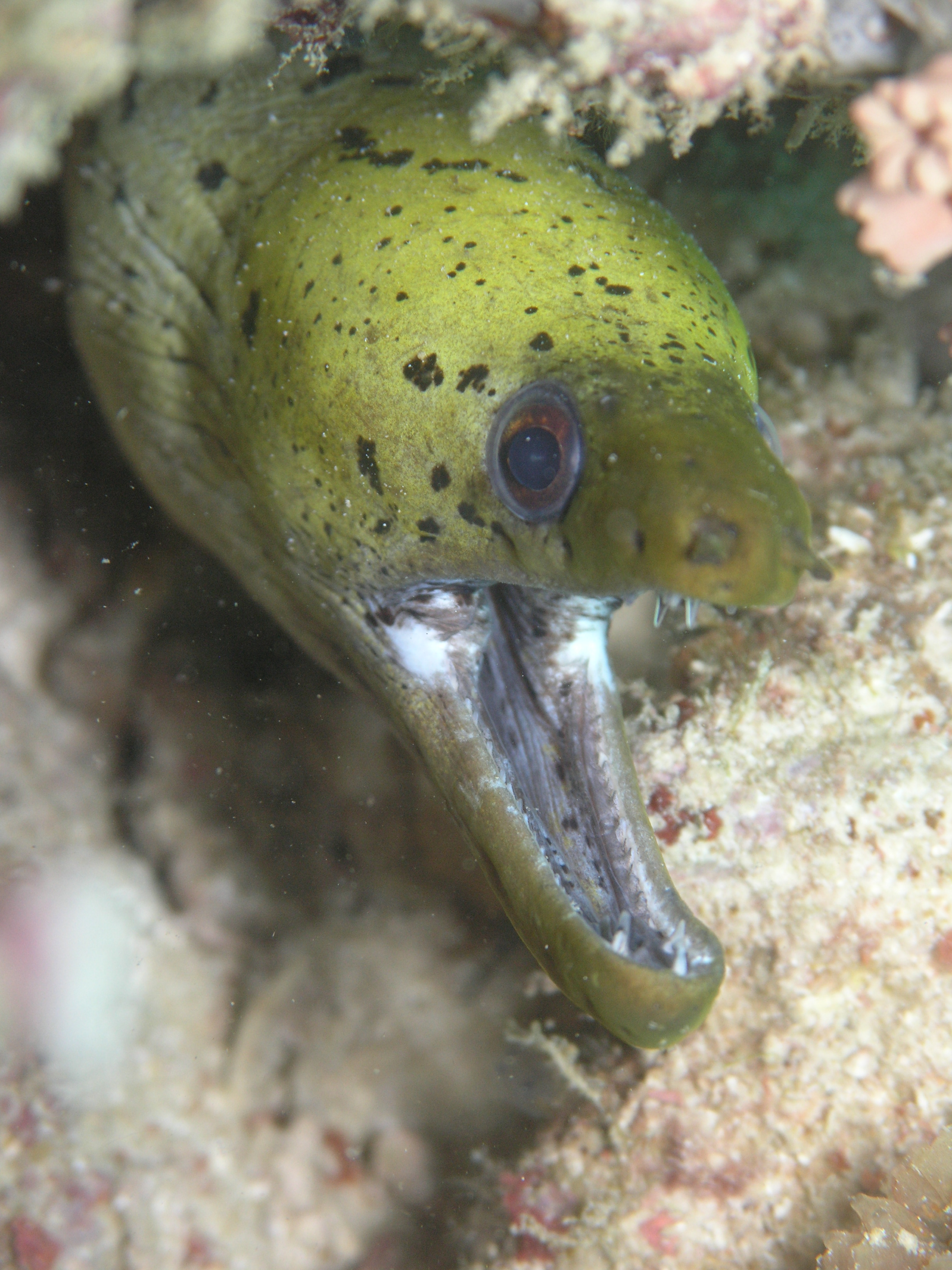
Gymnothorax fimbriatus

Poden arribar a atènyer 3 m. Cos serpentiforme, cilíndric i una mica comprimit lateralment. Tenen el cap petit. No presenten, generalment, ni aletes pectorals ni pelvianes. Les aletes dorsal i anal estan recobertes de pell i conflueixen amb la caudal. L'origen de l'aleta anal és posterior al de la dorsal. Ulls petits. Musell cònic. Les dents són fortes i obtuses i apareixen en el vòmer. La boca és ampla, està mancada de llengua i s'estén clarament més enllà del marge posterior dels ulls. Narius anteriors tubulars i propers a l'extrem del musell. Les obertures branquials es troben bastant reduïdes i arrodonides. Pell nua, gruixuda i resistent, sense escates i amb abundants glàndules mucoses. El paladar presenta glàndules que segreguen substàncies tòxiques.

## Ecologia
Són espècies cosmopolites que viuen en aigües litorals poc profundes sobre fons de roca o de sorra gruixuda de les mars temperades i, també, sobre els esculls de corall de les mars tropicals.
Moltes espècies són més actives a la nit, mentre que durant el dia acostumen a amagar-se en els forats i les clivelles dels fons rocallosos o coral·lífers.
Són carnívors molt voraços i, ocasionalment, agressius per als humans. Mengen peixos, cefalòpodes, mol·luscs i crustacis.

## Taxonomia
| Subfamília Muraeninae - Gènere Cirrimaxilla (Chen & Shao, 1995) - Cirrimaxilla formosa (Chen & Shao, 1995) - Gènere Echidna (Forster, 1777) - Echidna amblyodon (Bleeker, 1856) - Echidna catenata (Bloch, 1795) - Echidna delicatula (Kaup, 1856) - Echidna leucotaenia (Schultz, 1943) - Echidna nebulosa (Ahl, 1789) - Echidna nocturna (Cope, 1872) - Echidna peli (Kaup, 1856) - Echidna polyzona (Richardson, 1845) - Echidna rhodochilus (Bleeker, 1863) - Echidna unicolor (Schultz, 1953) - Echidna xanthospilos (Bleeker, 1859) - Gènere Enchelycore (Kaup, 1856) - Enchelycore anatina (Lowe, 1838) - Enchelycore bayeri (Schultz, 1953) - Enchelycore bikiniensis (Schultz, 1953) - Enchelycore carychroa (Böhlke & Böhlke, 1976) - Enchelycore kamara (Böhlke & Böhlke, 1980) - Enchelycore lichenosa (Jordan & Snyder, 1901) - Enchelycore nigricans (Bonnaterre, 1788) - Enchelycore nycturanus (Smith, 2002) - Enchelycore octaviana (Myers & Wade, 1941) - Enchelycore pardalis (Temminck & Schlegel, 1846) - Enchelycore ramosa (Griffin, 1926) - Enchelycore schismatorhynchus (Bleeker, 1853) - Gènere Enchelynassa (Kaup, 1855) - Enchelynassa canina (Quoy & Gaimard, 1824) - Gènere Gymnomuraena (Lacepède, 1803) - Gymnomuraena zebra (Shaw, 1797) - Gènere Gymnothorax (Bloch, 1795) - Gymnothorax afer (Bloch, 1795) - Gymnothorax albimarginatus (Temminck i Schlegel, 1846) - Gymnothorax angusticauda (Weber & de Beaufort, 1916) - Gymnothorax angusticeps (Hildebrand & Barton, 1949) - Gymnothorax annasona (Whitley, 1937) - Gymnothorax annulatus (Smith & Böhlke, 1997) - Gymnothorax atolli (Pietschmann, 1935) - Gymnothorax australicola (Lavenberg, 1992) - Gymnothorax austrinus (Böhlke & McCosker, 2001) - Gymnothorax bacalladoi (Böhlke & Brito, 1987) - Gymnothorax baranesi (Smith, Brokovich & Einbinder, 2008) - Gymnothorax bathyphilus (Randall & McCosker, 1975) - Gymnothorax berndti (Snyder, 1904) - Gymnothorax breedeni (McCosker & Randall, 1977) - Gymnothorax buroensis (Bleeker, 1857) - Gymnothorax castaneus (Jordan & Gilbert, 1883) - Gymnothorax castlei (Böhlke & Randall, 1999) - Gymnothorax cephalospilus (Böhlke & McCosker, 2001) - Gymnothorax chilospilus (Bleeker, 1865) - Gymnothorax chlamydatus (Snyder, 1908) - Gymnothorax conspersus (Poey, 1867) - Gymnothorax cribroris (Whitley, 1932) - Gymnothorax davidsmithi (McCosker & Randall, 2008) - Gymnothorax dorsalis (Seale, 1917) - Gymnothorax dovii (Günther, 1870) - Gymnothorax elegans (Bliss, 1883) - Gymnothorax emmae (Prokofiev, 2010) - Gymnothorax enigmaticus (McCosker & Randall, 1982) - Gymnothorax equatorialis (Hildebrand, 1946) - Gymnothorax eurostus (Abbott, 1860) - Gymnothorax eurygnathos (Böhlke, 2001) - Gymnothorax favagineus) (Bloch i Schneider, 1801) - Gymnothorax fimbriatus (Bennett, 1832) - Morena de vora groga (Gymnothorax flavimarginatus) (Rüppell, 1830) - Gymnothorax flavoculus (Böhlke & Randall, 1996) - Gymnothorax formosus (Bleeker, 1865) - Morena verda (Gymnothorax funebris) (Ranzani, 1840) - Gymnothorax fuscomaculatus (Schultz, 1953) - Gymnothorax gracilicauda (Jenkins, 1903) - Gymnothorax griseus (Lacépède, 1803) - Gymnothorax hansi (Heemstra, 2004) - Gymnothorax hepaticus (Rüppell, 1830) - Gymnothorax herrei (Beebe & Tee-Van, 1933) - Gymnothorax hubbsi Böhlke & Böhlke, 1977 - Gymnothorax intesi (Fourmanoir & Rivaton, 1979) - Gymnothorax isingteena (Richardson, 1845) - Morena gegant (Gymnothorax javanicus) (Bleeker, 1859) - Gymnothorax johnsoni (Smith, 1962) - Gymnothorax kidako (Temminck i Schlegel, 1846) - Gymnothorax kolpos (Böhlke & Böhlke, 1980) - Gymnothorax kontodontos (Böhlke, 2000) - Gymnothorax longinquus (Whitley, 1948) - Gymnothorax maderensis (Johnson, 1862) - Gymnothorax mareei (Poll, 1953) - Gymnothorax margaritophorus (Bleeker, 1865) - Gymnothorax marshallensis (Schultz, 1953) - Gymnothorax mccoskeri (Smith & Böhlke, 1997) - Gymnothorax megaspilus (Böhlke & Randall, 1995) - Gymnothorax melanosomatus (Loh, Shao & Chen, 2011) - Gymnothorax melatremus (Schultz, 1953) - Gymnothorax meleagris (Shaw, 1795) - Gymnothorax microstictus (Böhlke, 2000) - Gymnothorax miliaris (Kaup, 1856) - Gymnothorax minor (Temminck i Schlegel, 1846) - Gymnothorax moluccensis (Bleeker, 1865) - Gymnothorax monochrous (Bleeker, 1856) - Gymnothorax monostigma (Regan, 1909) - Gymnothorax mordax (Ayres, 1859) - Gymnothorax moringa (Cuvier, 1829) - Gymnothorax nasuta (de Buen, 1961) - Gymnothorax neglectus (Tanaka, 1911) - Gymnothorax nigromarginatus (Girard, 1858) - Gymnothorax niphostigmus (Chen, Shao & Chen, 1996) - Gymnothorax nubilus (Richardson, 1848) - Gymnothorax nudivomer (Günther, 1867) - Gymnothorax nuttingi (Snyder, 1904) - Gymnothorax obesus (Whitley, 1932) - Gymnothorax ocellatus (Agassiz, 1831) - Gymnothorax panamensis (Steindachner, 1876) - Gymnothorax parini (Collette, Smith & Böhlke, 1991) - Gymnothorax phalarus (Bussing, 1998) - Gymnothorax phasmatodes (Smith, 1962) - Gymnothorax philippinus (Jordan & Seale, 1907) - Gymnothorax pictus (Ahl, 1789) - Gymnothorax pikei (Bliss, 1883) - Gymnothorax pindae (Smith, 1962) - Gymnothorax polygonius (Poey, 1875) - Gymnothorax polyspondylus (Böhlke & Randall, 2000) - Gymnothorax polyuranodon (Bleeker, 1853) - Gymnothorax porphyreus (Guichenot, 1848) - Gymnothorax prasinus (Richardson, 1848) - Gymnothorax prionodon (Ogilby, 1895) - Gymnothorax prismodon (Böhlke & Randall, 2000) - Gymnothorax prolatus (Sasaki & Amaoka, 1991) - Gymnothorax pseudoherrei (Böhlke, 2000) - Gymnothorax pseudothyrsoideus (Bleeker, 1852) - Gymnothorax punctatofasciatus (Bleeker, 1863) - Gymnothorax punctatus (Bloch i Schneider, 1801) - Gymnothorax randalli (Smith & Böhlke, 1997) - Gymnothorax reevesii (Richardson, 1845) - Gymnothorax reticularis (Bloch, 1795) - Gymnothorax richardsonii (Bleeker, 1852) - Gymnothorax robinsi (Böhlke, 1997) - Gymnothorax rueppellii (McClelland, 1844) - Gymnothorax sagenodeta (Richardson, 1848) - Gymnothorax sagmacephalus (Böhlke, 1997) - Gymnothorax saxicola (Jordan & Davis, 1891) - Gymnothorax serratidens (Hildebrand & Barton, 1949) - Gymnothorax shaoi (Chen & Loh, 2007) - Gymnothorax sokotrensis (Kotthaus, 1968 - Gymnothorax steindachneri (Jordan & Evermann, 1903 - Gymnothorax taiwanensis (Chen, Loh & Shao, 2008) - Gymnothorax thrysoideus (Richardson, 1845) - Gymnothorax tile (Hamilton, 1822) - Morena ondulada (Gymnothorax undulatus) (Lacépède, 1803) - Gymnothorax unicolor (Delaroche, 1809) - Gymnothorax vagrans (Seale, 1917) - Gymnothorax verrilli (Jordan & Gilbert, 1883) - Gymnothorax vicinus (Castelnau, 1855) - Gymnothorax woodwardi (McCulloch, 1912) - Gymnothorax ypsilon (Hatooka & Randall, 1992) - Gymnothorax zonipectis (Seale, 1906) - Gènere Monopenchelys (Böhlke & McCosker, 1982) - Monopenchelys acuta (Parr, 1930) - Gènere Muraena (Linnaeus, 1758) - Muraena appendiculata (Guichenot, 1848) - Muraena argus (Steindachner, 1870) - Muraena augusti - Muraena australiae (Richardson, 1848) - Muraena clepsydra) (Gilbert, 1898) - Morena (Muraena helena) (Linnaeus, 1758) - Muraena insularum (Jordan & Davis, 1891). - Muraena lentiginosa (Jenyns, 1842) - Muraena melanotis (Kaup, 1860)) - Muraena pavonina (Richardson, 1845) - Muraena retifera (Goode & Bean, 1882) - Muraena robusta (Osório, 1911) - Gènere Pseudechidna (Bleeker, 1863) - Pseudechidna brummeri (Bleeker, 1859)) - Gènere Rhinomuraena (Garman, 1888) - Rhinomuraena quaesita (Garman, 1888) - Gènere Strophidon (McClelland, 1844) - Strophidon sathete (Hamilton, 1822) | Subfamília Uropterygiinae - Gènere Anarchias (Jordan & Starks, 1906) - Anarchias allardicei (Jordan & Starks, 1906) - Anarchias cantonensis (Schultz, 1943) - Anarchias euryurus (Lea, 1913) - Anarchias galapagensis (Seale, 1940) - Anarchias leucurus (Snyder, 1904) - Anarchias longicaudis (Peters, 1877) - Anarchias maldiviensis (Klausewitz, 1964) - Anarchias seychellensis (Smith, 1962) - Anarchias similis (Lea, 1913) - Gènere Channomuraena (Richardson, 1848) - Channomuraena bauchotae (Saldanha & Quéro, 1994) - Channomuraena vittata (Richardson, 1845) - Gènere Scuticaria (Jordan & Snyder, 1901) - Scuticaria okinawae (Jordan & Snyder, 1901) - Scuticaria tigrina (Lesson, 1828) - Gènere Uropterygius (Rüppell, 1838) - Uropterygius alboguttatus (Smith, 1962) - Uropterygius concolor (Rüppell, 1838) - Uropterygius fasciolatus (Regan, 1909) - Uropterygius fuscoguttatus (Schultz "a" Schultz, Herald, Lachner, Welander & Woods, 1953) - Uropterygius genie (Randall & Golani, 1995) - Uropterygius golanii (McCosker & Smith, 1997) - Uropterygius inornatus (Gosline, 1958) - Uropterygius kamar (McCosker & Randall, 1977) - Uropterygius macrocephalus (Bleeker, 1865) - Uropterygius macularius (Lesueur, 1825) - Uropterygius makatei (Gosline, 1958) - Uropterygius marmoratus (Lacepède, 1803) - Uropterygius micropterus (Bleeker, 1852) - Uropterygius nagoensis (Hatooka, 1984) - Uropterygius oligospondylus (Chen, Randall & Loh, 2008) - Uropterygius polyspilus (Regan, 1909) - Uropterygius polystictus (Myers & Wade, 1941) - Uropterygius supraforatus (Regan, 1909) - Uropterygius versutus (Bussing, 1991) - Uropterygius wheeleri (Blache, 1967) - Uropterygius xanthopterus (Bleeker, 1859) - Uropterygius xenodontus (McCosker & Smith, 1997) |

## Bibliografia

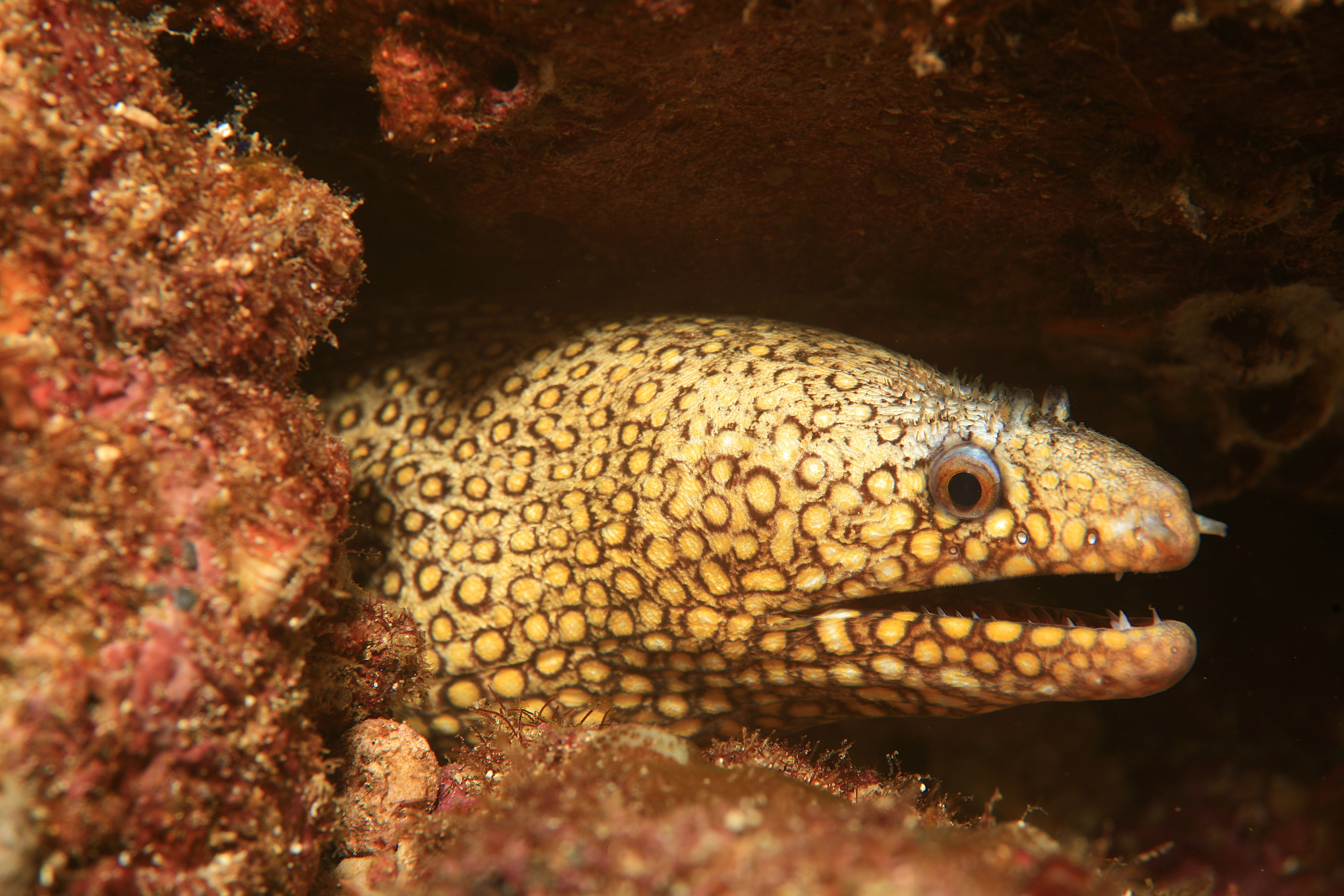
Muraena lentiginosa de Panamà
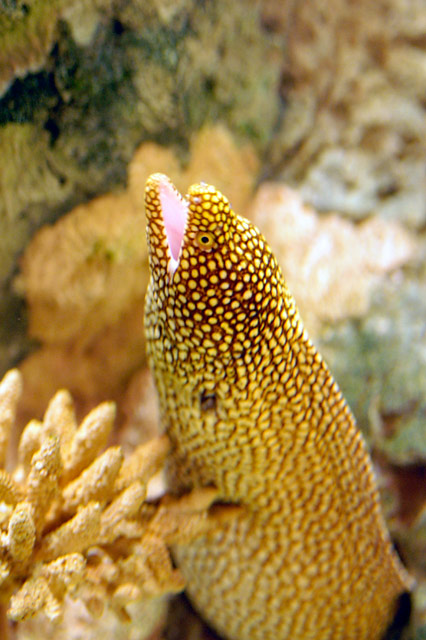
Gymnothorax mordax
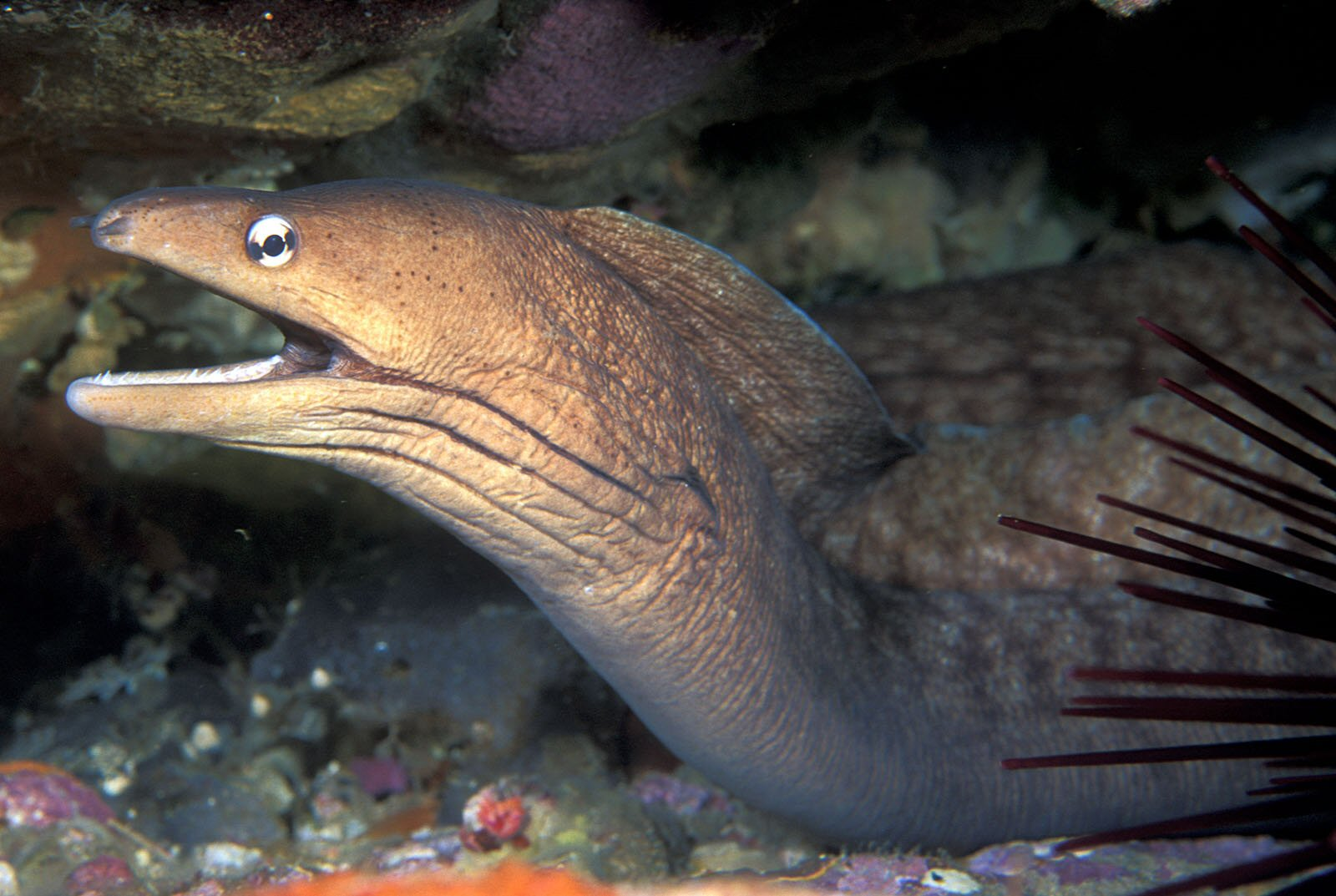
Gymnothorax nubilus
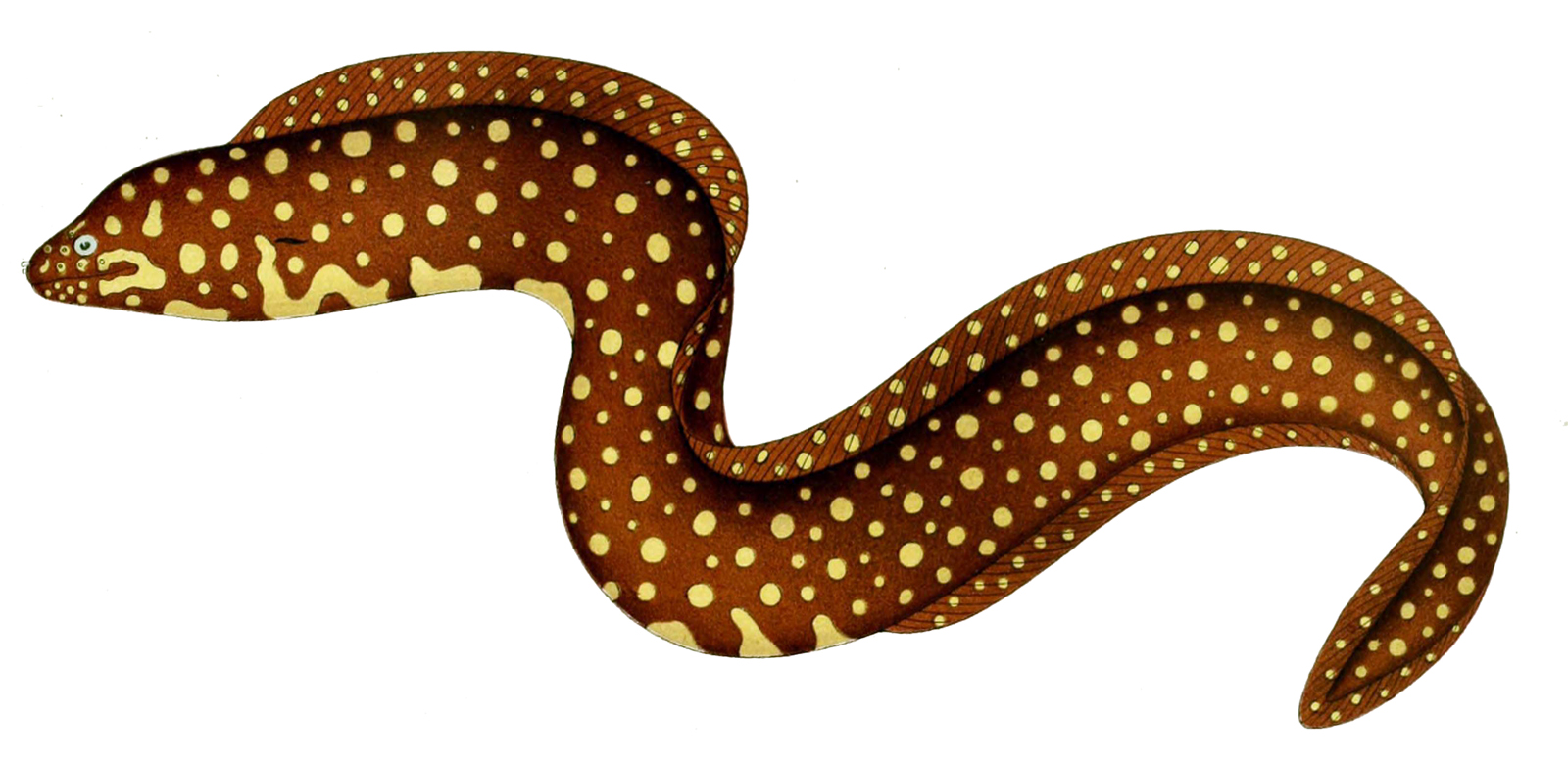
Il·lustració d’Echidna xanthospilos de l'any 1880
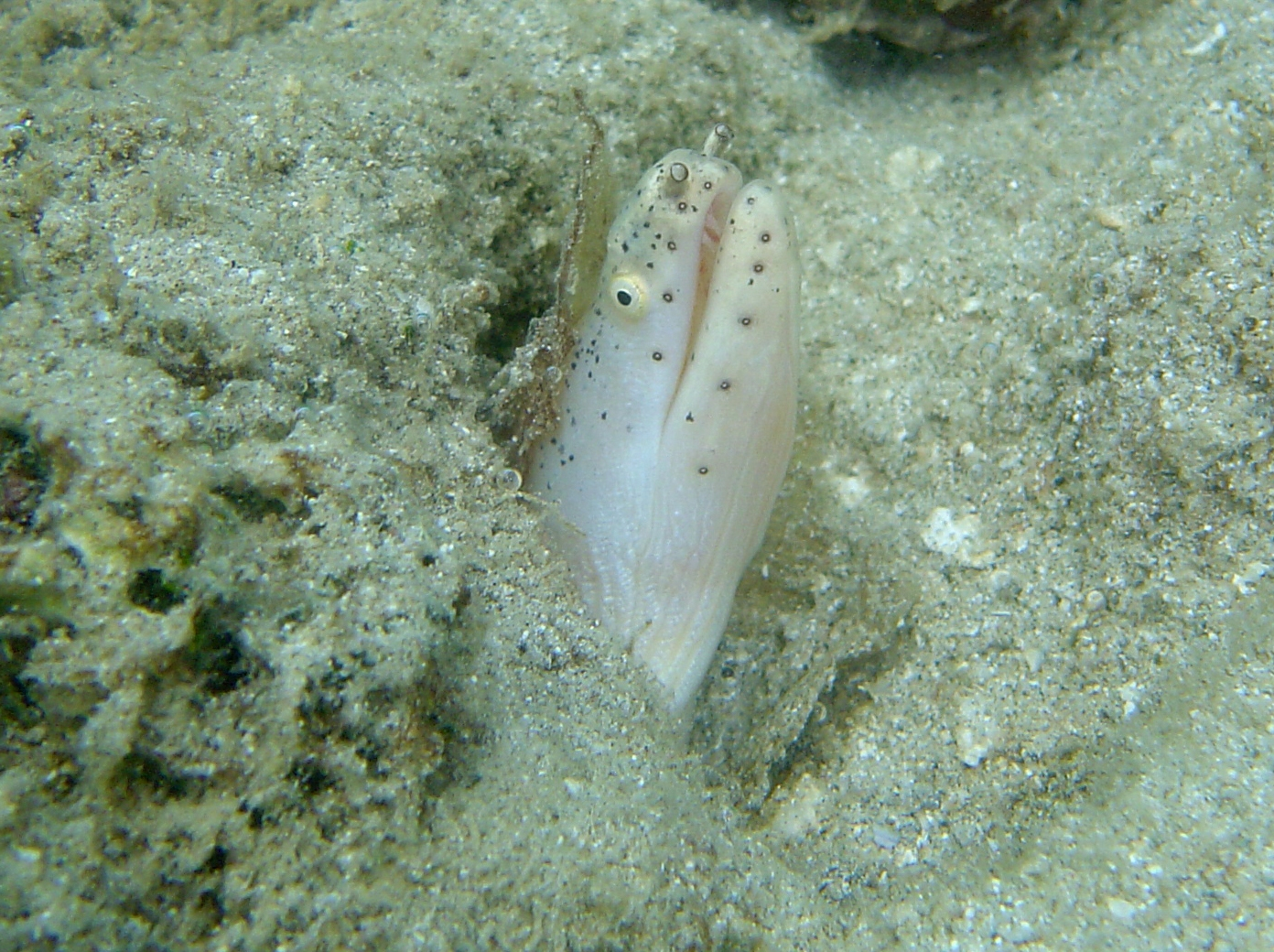
Gymnothorax pictus
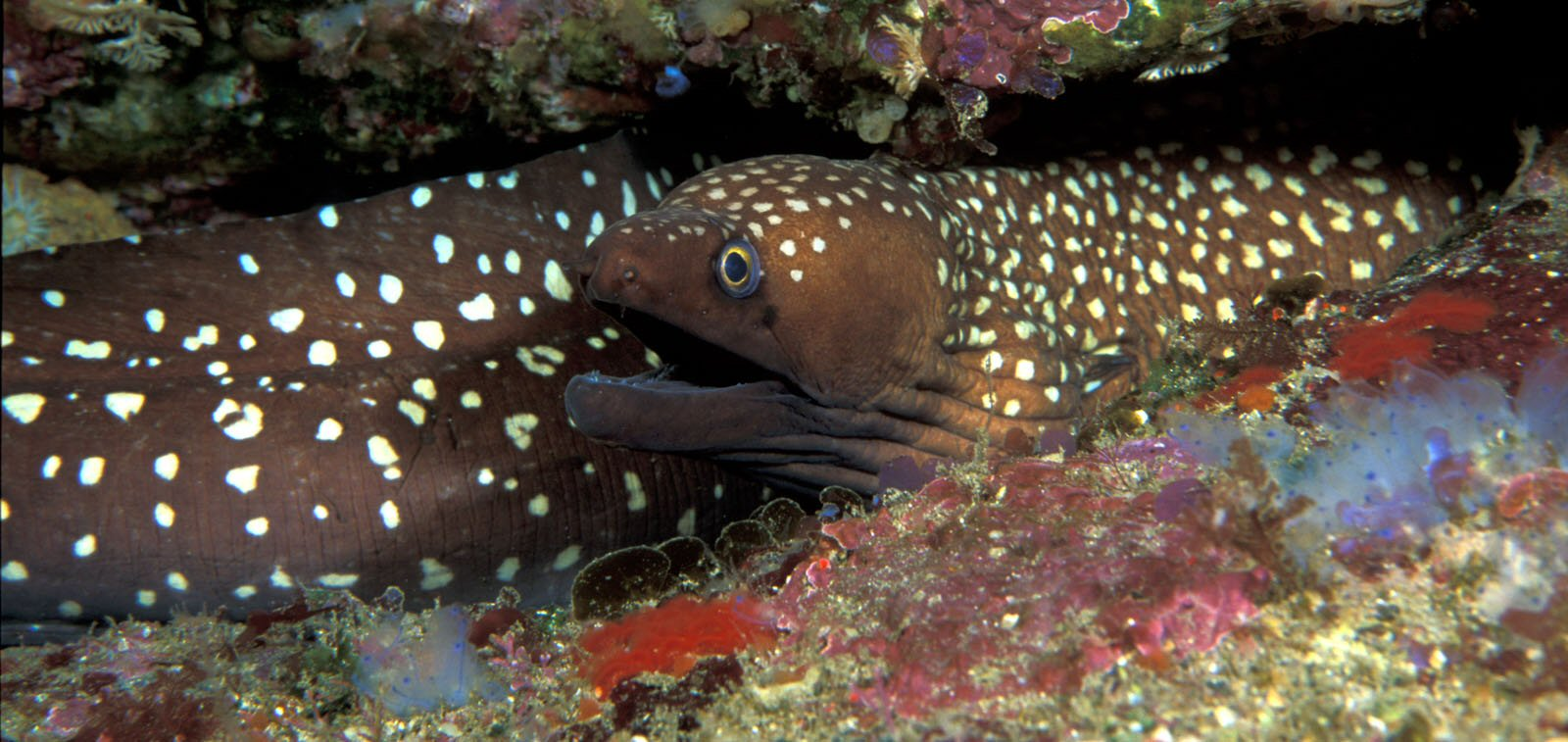
Gymnothorax prionodon
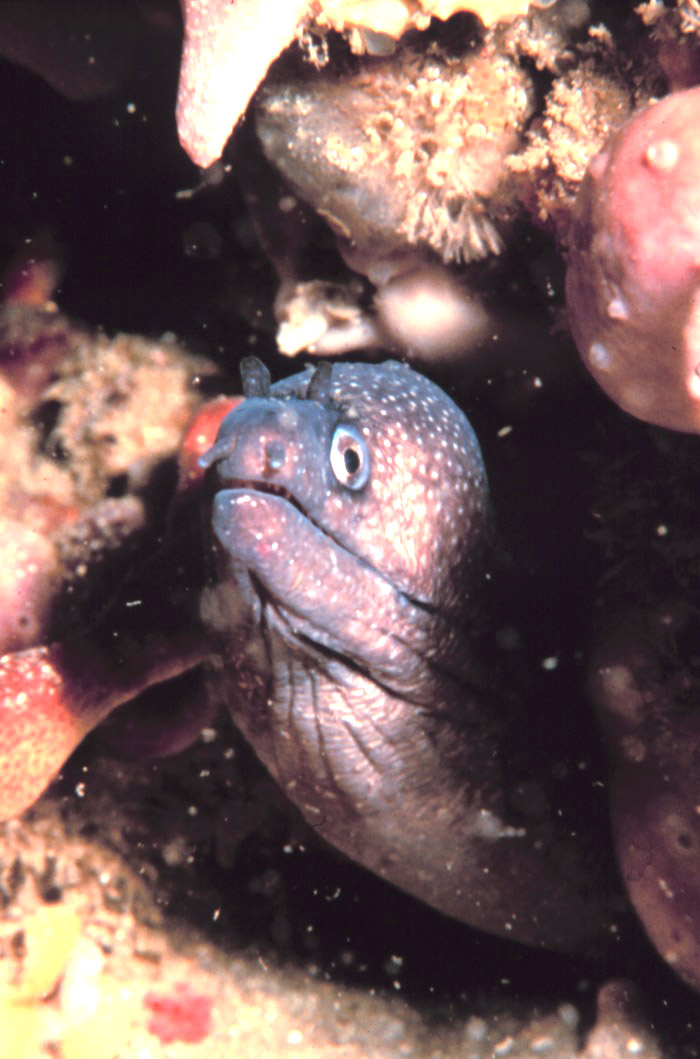
Gymnothorax polygonius
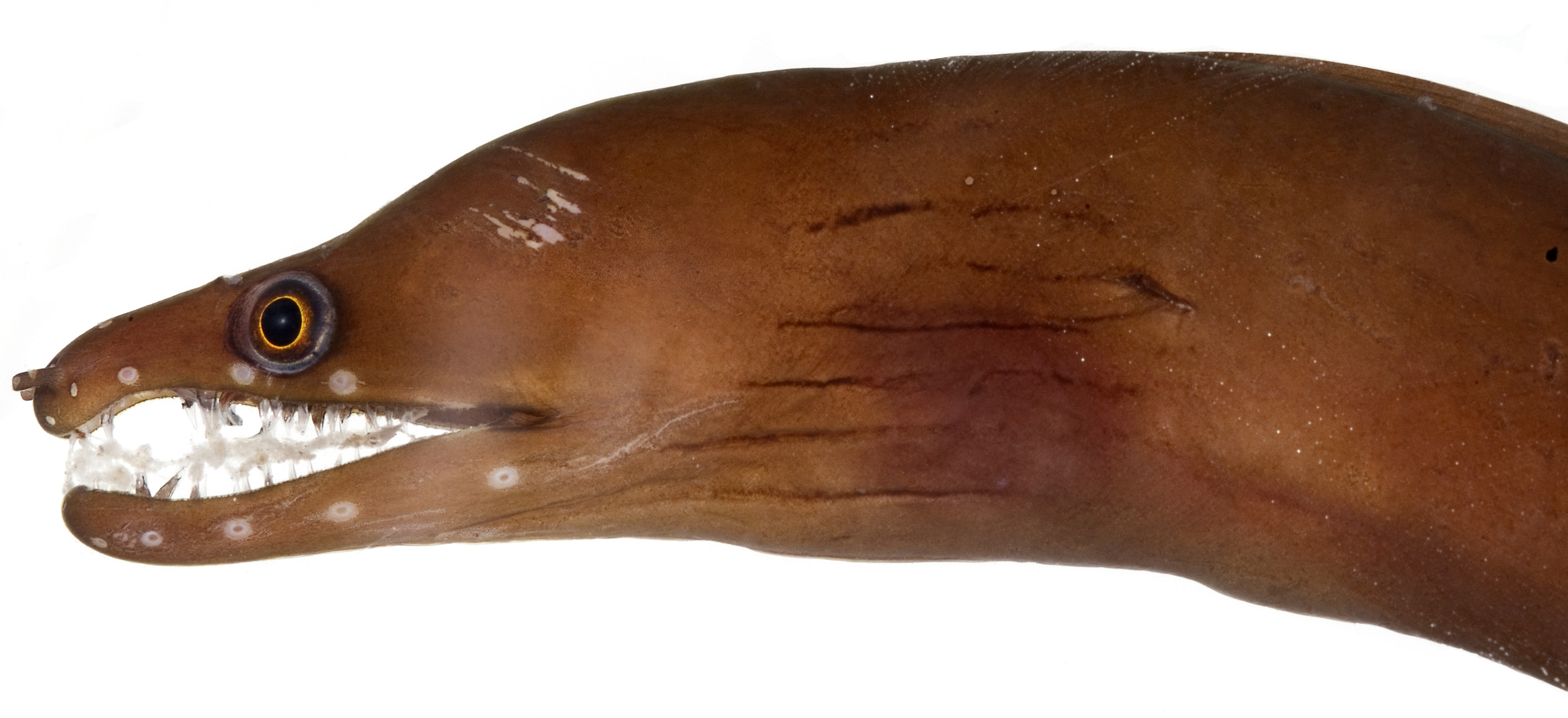
Enchelycore carychroa
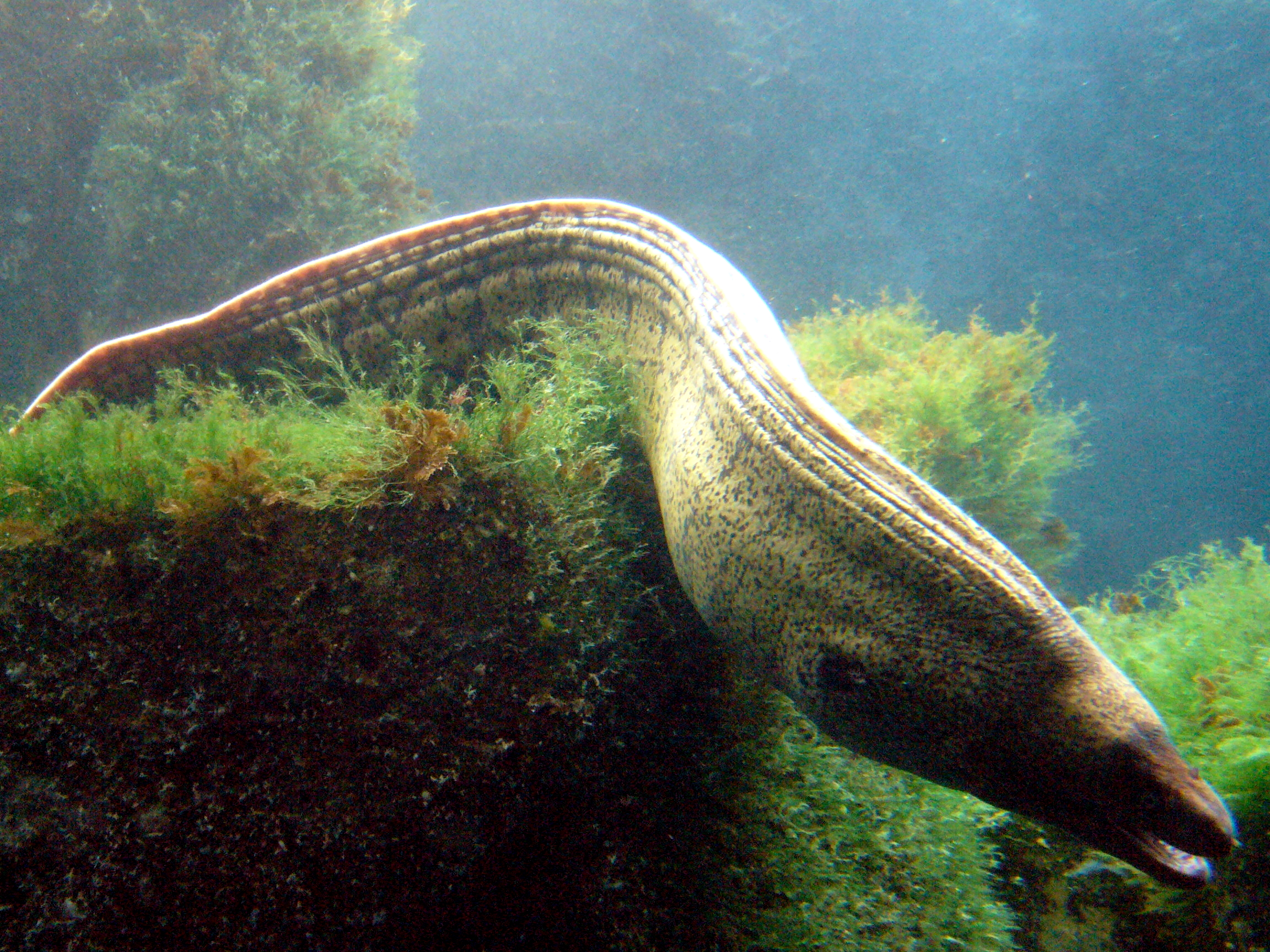
Muraena helena
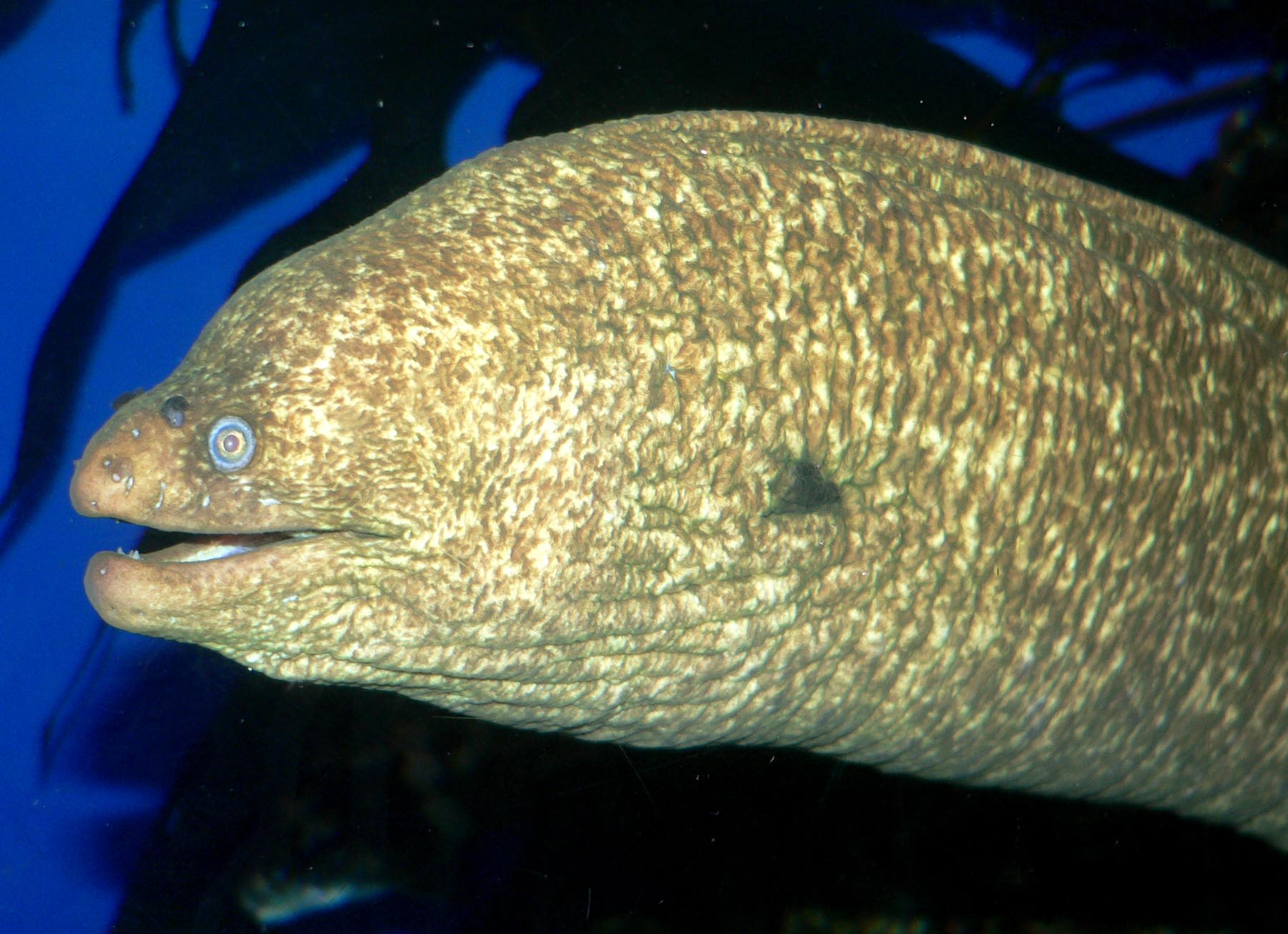
Gymnothorax mordax
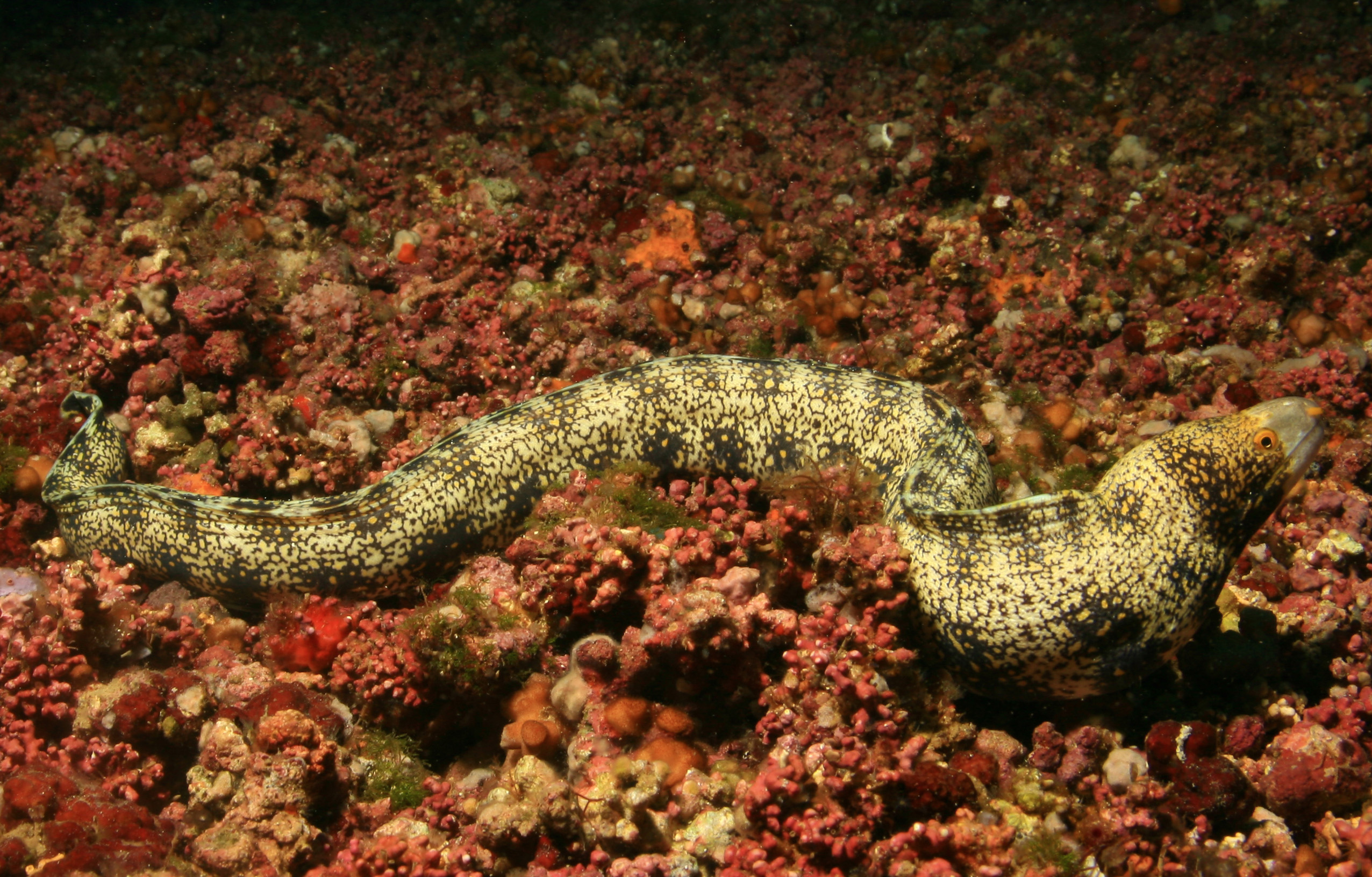
Echidna nebulosa fotografiada a Panamà.
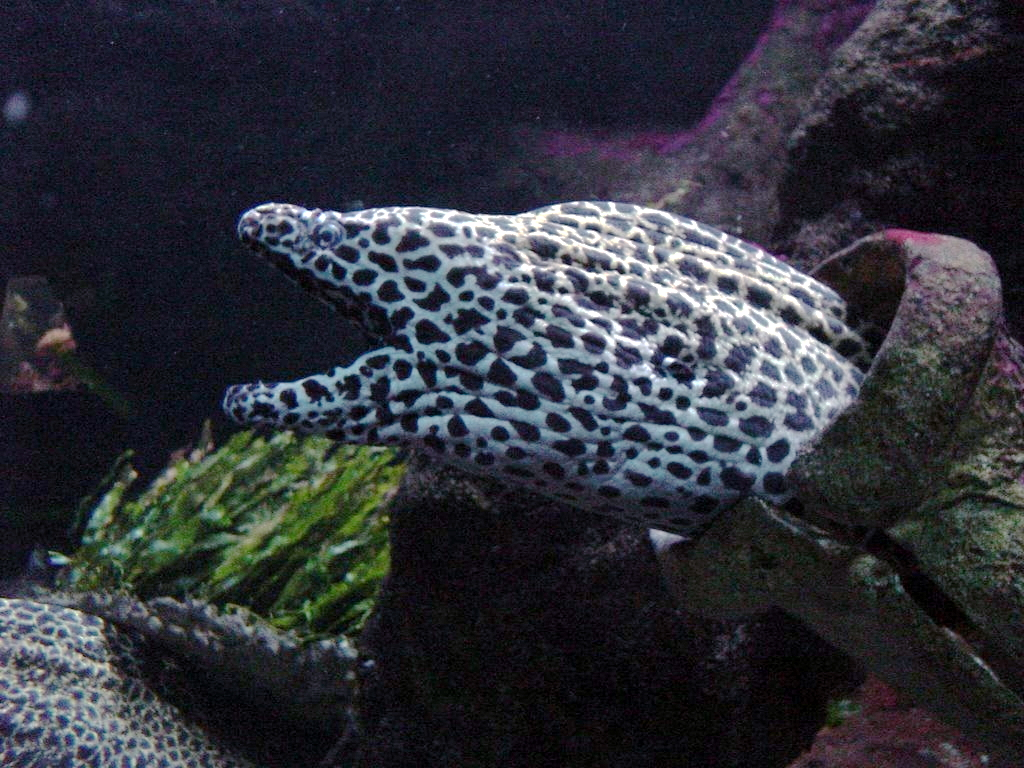
Gymnothorax moringa
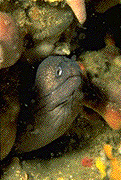
Muraena retifera
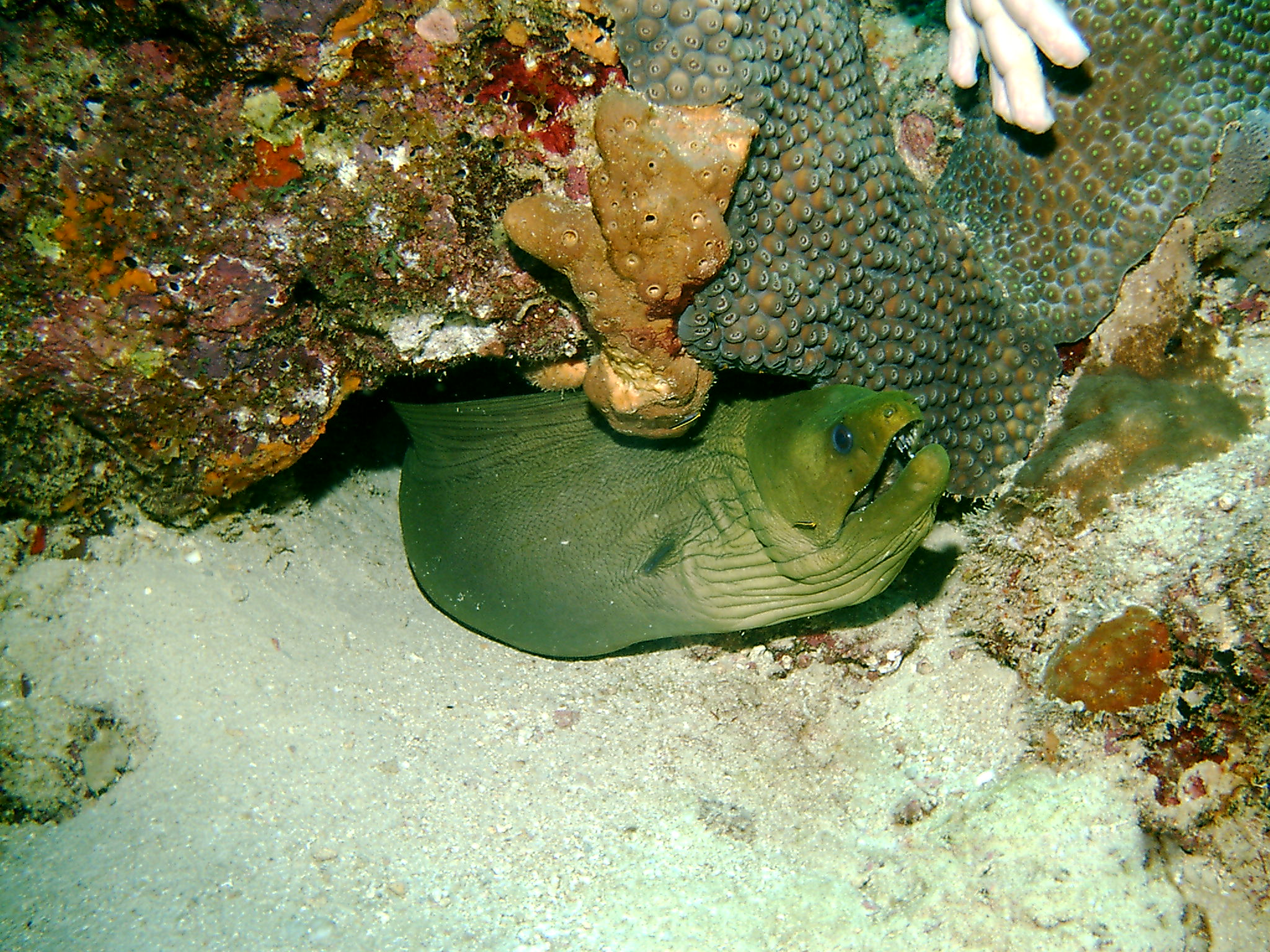
Morena verda (Gymnothorax funebris) fotografiada a Veneçuela.
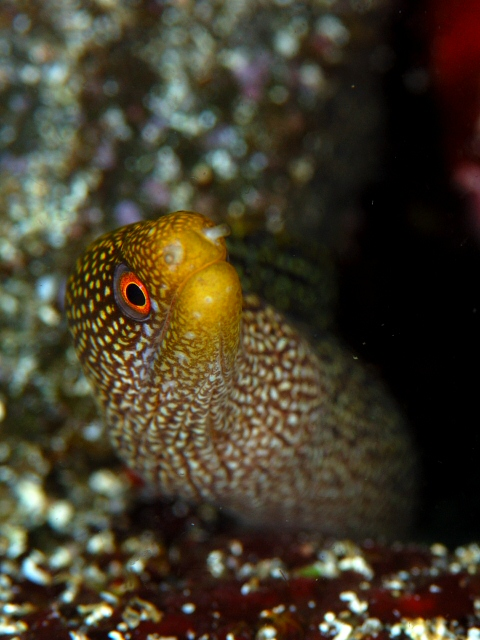
Gymnothorax eurostus
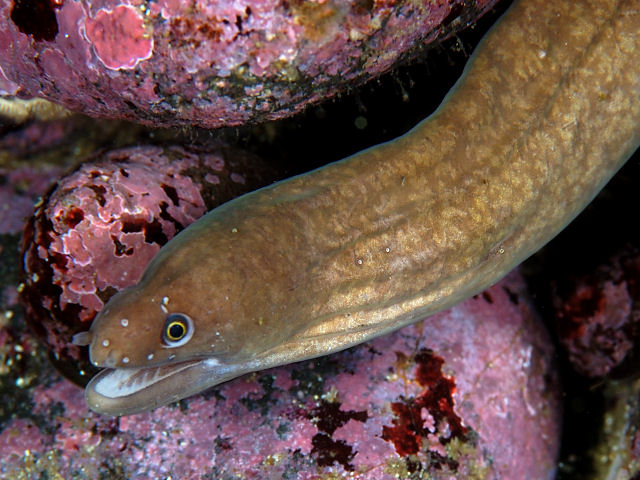
Anarchias seychellensis
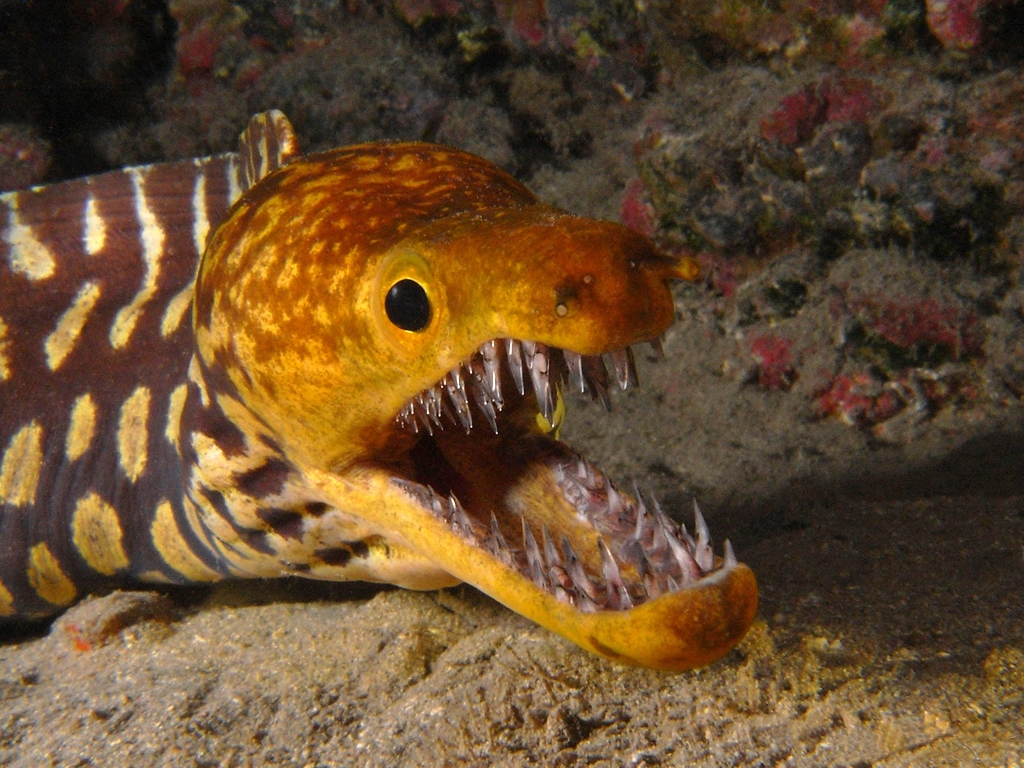
Enchelycore anatina de l'illa de Tenerife
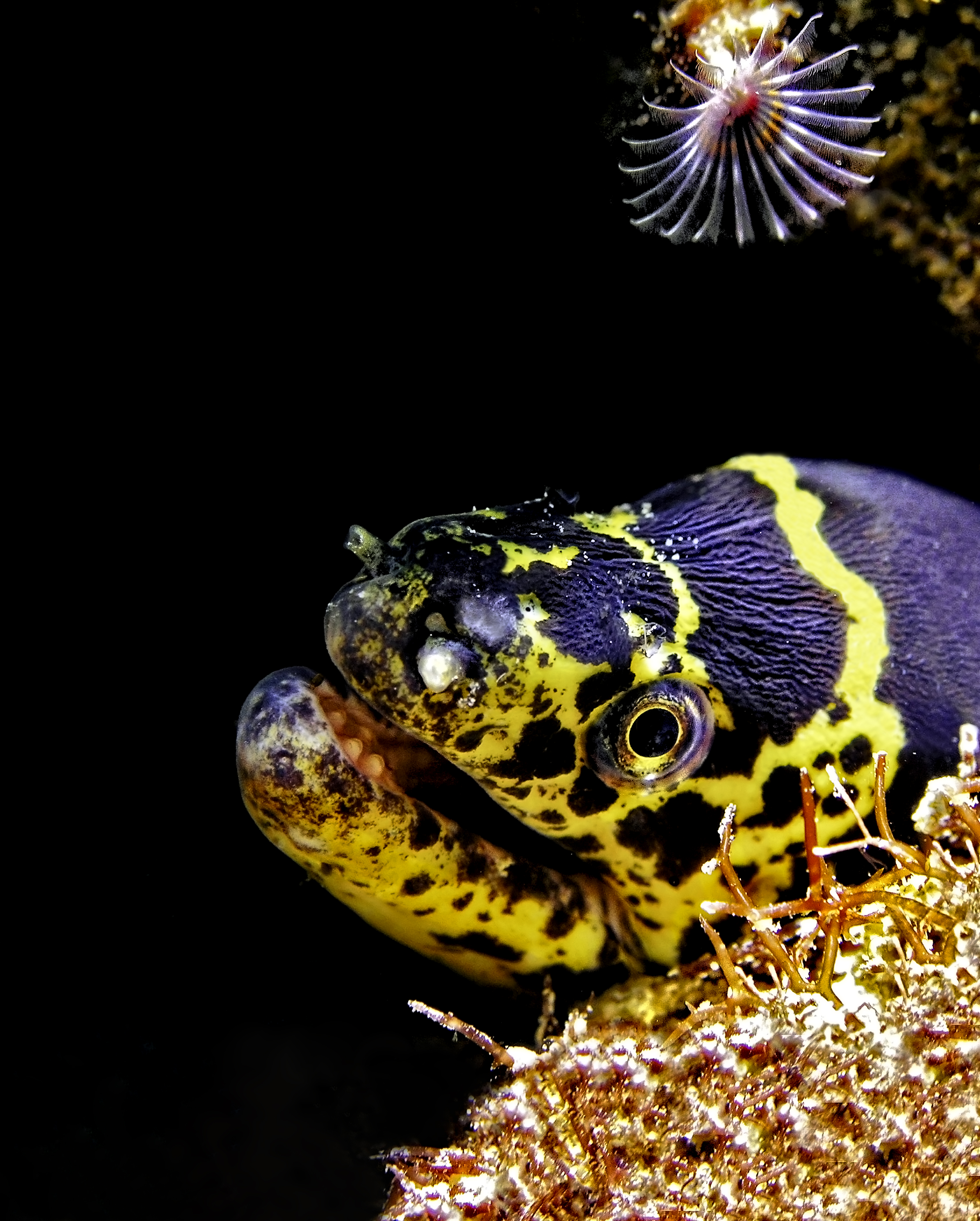
Echidna catenata
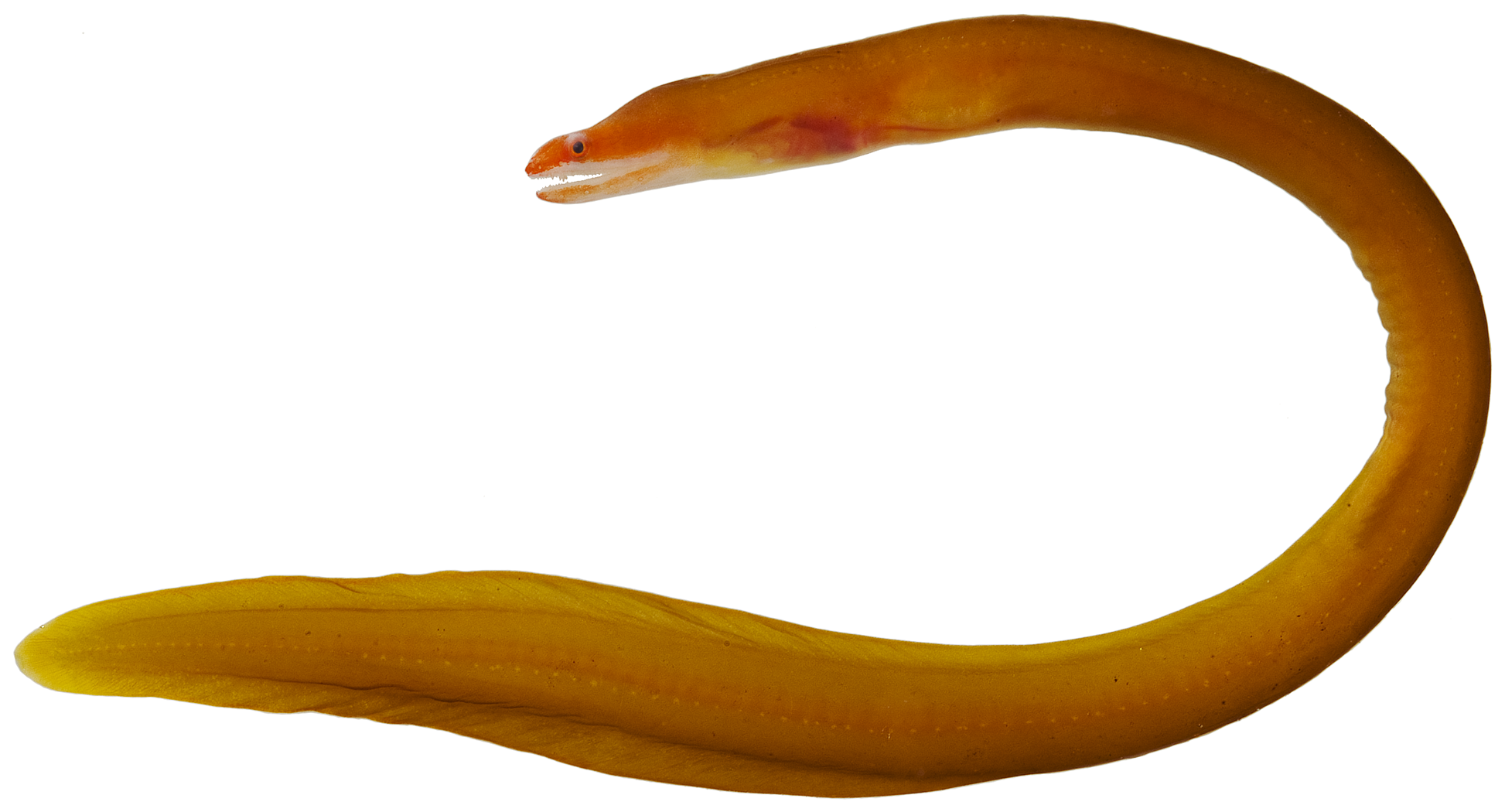
Monopenchelys acuta
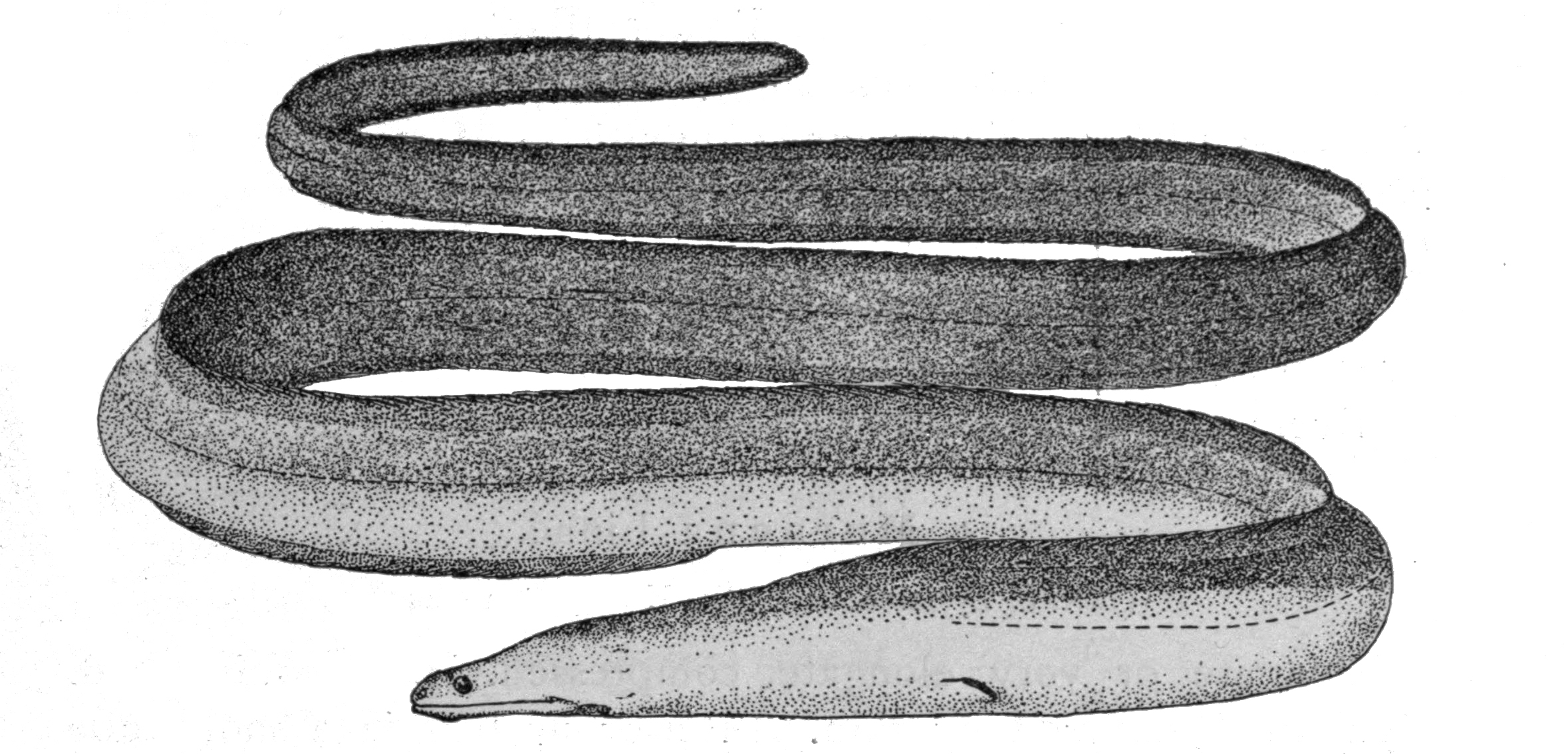
Il·lustració de Strophidon sathete de l'any 1911
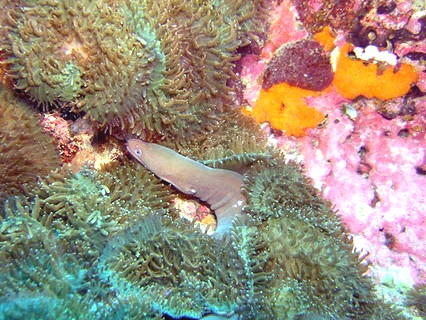
Pseudechidna brummeri